# Katja Herbers
Katja Mira Herbers (Amsterdã, 19 de outubro de 1980) é uma atriz neerlandesa. Ela é mais conhecida por interpretar a Dra. Helen Prins na série de TV Manhattan (2014–2015), Emily Grace em Westworld (2018–2020) da HBO e a Dra. Kristen Bouchard na série de drama sobrenatural Evil (2019–presente) da CBS.
Herbers também interpretou papéis recorrentes na série de suspense The Americans (2015) da FX, em The Leftovers da HBO (2017) e na série dramática Manhunt (2017) do Discovery Channel.

## Biografia
Katja Mira Herbers nasceu em 19 de outubro de 1980 e é filha da violinista Vera Beths e do oboísta e maestro Werner Herbers. Começou a sua carreira de atriz no cinema no filme germano-neerlandês Peter Bell e o Bando do Mão Negra  que estrelou em 2002, seguido pelo telefilme A Jovem de Azul de 2003. Herbers tornou-se membro da Companhia de Teatro NTGent de Johan Simons, em Gante. Então se juntou ao renomado Munich Kammerspiele na Alemanha. Trabalhou com diretores como Alex van Warmerdam, Ivo van Hove e Theu Boermans, sob cuja direção ela interpretou muitas peças de Arthur Schnitzler, incluindo seu monólogo Senhorita Else (Fräulein Else), pelo qual recebeu ótimas críticas. 
Em 2013, ela ganhou o Prêmio Guido de Moor de atriz revelação, por sua interpretação de Irina em As Três Irmãs de Anton Tchekhov.  Herbers também apareceu no telefilme neerlandês De uitverkorene (2006), de Theu Boermans, que ganhou um Emmy Internacional e o prestigioso Prix d'Europe.
Seu reconhecimento internacional veio com o papel da física Helen Prins na série dramática Manhattan da WGN America. Herbers desempenhou um papel recorrente na terceira temporada de The Americans do canal FX. Em 2018, se juntou ao elenco da série de ficção científica Westworld da HBO, estrelando como Emily.
Em 2019, Hebers interpretou o papel da Dra. Kristen Bouchard na série de drama sobrenatural Evil da rede CBS.
Atualmente ela divide seu tempo entre Nova Iorque, Los Angeles e Amsterdã.

## Filmografia

### Cinema
| Ano  | Título                                     | Papel                | Nota(s)    |
| ---- | ------------------------------------------ | -------------------- | ---------- |
| 2002 | Peter Bell                                 | Martha Bell          |            |
| 2003 | Kees de jongen                             | Rosa                 |            |
| 2003 | Peter Bell II: The Hunt for the Czar Crown | Martha Bell          |            |
| 2007 | Timboektoe                                 | Arlette              |            |
| 2007 | Trage liefde                               | Irma                 |            |
| 2009 | Amsterdam                                  | Roos                 |            |
| 2009 | The Storm                                  | Krina                |            |
| 2010 | Loft                                       | Marjolein Hartman    |            |
| 2011 | Sonny Boy                                  | Vera Bartels         |            |
| 2011 | Beautiful Life                             | Juffrouw Metz        |            |
| 2012 | Süskind                                    | Fanny Philips        |            |
| 2012 | Brammetje Baas                             | Els Baas             |            |
| 2013 | Mannenharten                               | Nicole               |            |
| 2014 | De onderkoning: strijd om de grondwet      | Hester van Hogendorp |            |
| 2014 | Those Were the Days                        | Angela               |            |
| 2014 | The Pool                                   | Jenny                |            |
| 2015 | My Last Respects                           | Eva                  | Short film |
| 2015 | Mannenharten II                            | Nicole               |            |
| 2017 | Weg van jou                                | Evi                  |            |
| 2020 | The Columnist                              | Femke Boot           |            |

### Televisão
| Ano       | Título                     | Papel                  | Nota(s)                                    |
| --------- | -------------------------- | ---------------------- | ------------------------------------------ |
| 2003      | Brush with Fate            | Tanneke                | Telefilme                                  |
| 2004      | Zinloos                    | Unknown                | Telefilme                                  |
| 2004      | Bijlmer Odyssee            | Penny                  | Telefilme                                  |
| 2004      | Baantjer                   | Nathalie van der Voort | Episódio: "De Cock en de gemaskerde moord" |
| 2004      | De kroon                   | Kleindochter Karin     | Telefilme                                  |
| 2005–2006 | Lieve lust                 | Isabelle               | 12 episódios                               |
| 2006      | Spoorloos verdwenen        | Chantal de Vries       | Episódio: "Het verdwenen adoptiekind"      |
| 2006      | De uitverkorene            | Marthe van der Laan    | Telefilme                                  |
| 2007      | Das Leben ein Traum        | Rosaura                | Telefilme                                  |
| 2009      | S1ngle                     | Danii                  | Episódio: "Gehandicaptendag"               |
| 2009–2012 | De vloer op                | Various                | 8 episódios                                |
| 2011      | Van God Los                | Marije                 | Episódio: "Wiet"                           |
| 2012      | Beatrix, Oranje onder Vuur | Maxima                 | 4 episódios                                |
| 2012–2016 | Divorce                    | Joyce Waanders         | 44 episódios                               |
| 2013      | SOKO 5113                  | Franziska Hofer        | Episódio: "Der Tod des Marquis"            |
| 2014–2015 | Manhattan                  | Helen Prins            | 23 episódios                               |
| 2015      | The Americans              | Evi Sneijde            | 3 episódios                                |
| 2015      | De prijs van de waarheid   | Isa                    | Telefilme                                  |
| 2017      | The Leftovers              | Dr. Eden               | 3 episódios                                |
| 2017      | Manhunt: Unabomber         | Linda Patrik           | 4 episódios                                |
| 2018      | Suspects                   | Kathelijne Wetzels     | Episódio: "Missie Mali"                    |
| 2018–2020 | Westworld                  | Emily Grace            | 7 episódios                                |
| 2019–2024 | Evil                       | Kristen Bouchard       |                                            |